# Protosolpuga carbonaria
Protosolpugidae, Protosolpuga
Famille
Genre
Espèce
Protosolpuga carbonaria, unique représentant  du genre Protosolpuga et de la famille des Protosolpugidae, est une espèce fossile de solifuges.

## Distribution
Cette espèce a été découverte aux États-Unis en Illinois dans la formation Mazon Creek. Elle date du Carbonifère.

## Publications originales
- Petrunkevitch, 1913 : A monograph of the terrestrial Palaeozoic Arachnida of North America. Transactions of the Connecticut Academy of Arts and Sciences, vol. 18, p. 1-137 (en).
- Petrunkevitch, 1953 : Palaeozoic and Mesozoic Arachnida of Europe. Memoirs of the Geological Society of America, vol. 53, p. 1-128 (en).